# کایوانو
کایوانو (به ایتالیایی: Caivano) یک کومونه در ایتالیا است که در استان ناپل واقع شده‌است.

## خصوصیات
کایوانو ۲۷٫۱ کیلومترمربع مساحت و ۳۷٬۴۵۱ نفر جمعیت دارد و ۲۷ متر بالاتر از سطح دریا واقع شده‌است.